# Dänische Mark

Die Dänische Mark / Mark Schleswig als vorübergehende Grenzmark des Heiligen Römischen Reiches um das Jahr 1000.

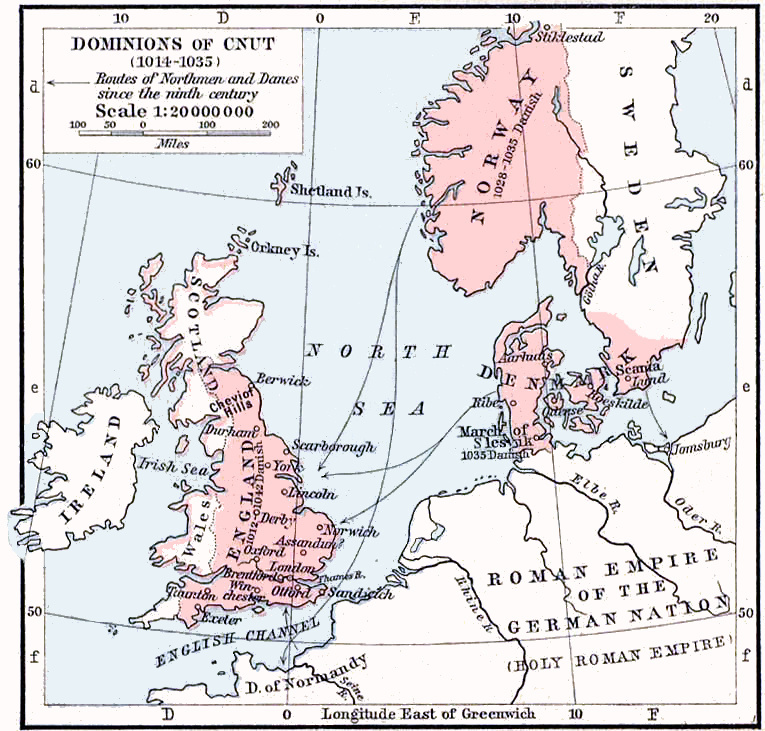
Die Dänische Mark / Mark Schleswig im Dänischen Nordseereich Knuts des Großen (1014–1035).

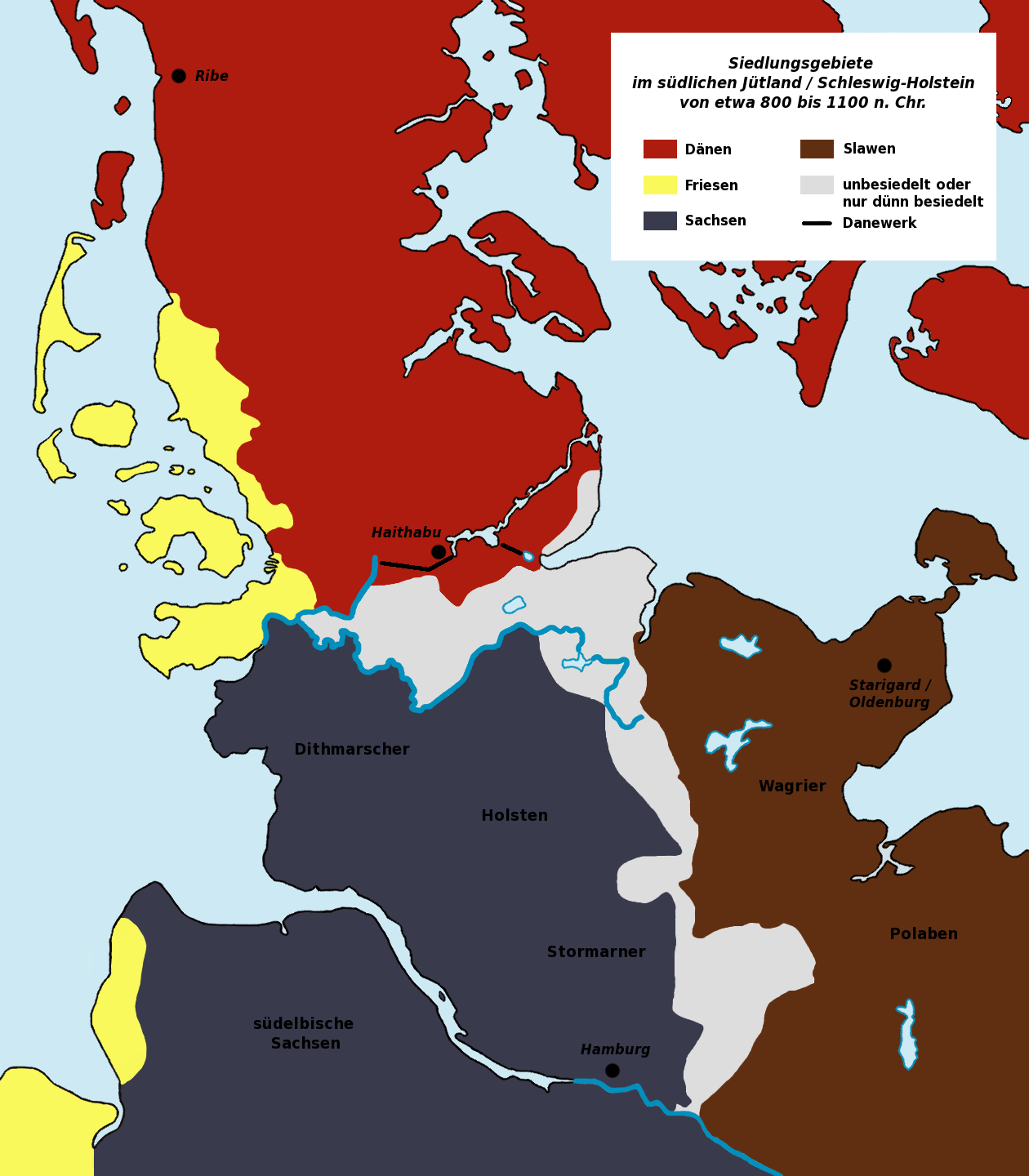
Die Dänische Mark / Mark Schleswig zwischen Schlei und Eider am südlichen Rand dänischer Besiedlung.

Als Dänische Mark oder Mark Schleswig wird ein Gebiet im heutigen Schleswig-Holstein nördlich der Eider und südlich des Danewerks bei Schleswig bezeichnet. Es soll sich um eine frühmittelalterliche Grenzmark des Fränkischen Reichs gegen die dänischen Könige gehandelt haben. In mittelalterlichen Quellen ist der Begriff Dänische Mark selbst unbekannt. Nach den fränkischen Reichsannalen zum Jahr 828 drangen aber die dänischen Könige mit ihren Truppen „in die Mark“ ein (ad marcam). In den Jahrbüchern von Fulda kommen zu 852 die „Wächter der dänischen Grenze“ (custodes Danici limitis) vor.

## Karolinger
Es wird häufig angegeben, dass Karl der Große um 810 eine Dänische Mark errichtet habe, um Herrschaftsansprüchen der Dänen seitens ihres ehrgeizigen Königs Gudfred auf die damals sächsischen Gebiete nördlich der Elbe zu begegnen, die Karl kurz zuvor unterworfen hatte. Inwieweit und wie lange es eine karolingische Grenzmark gab, ist aber nicht gesichert. 
In Wigmodien (Elbe-Weser-Dreieck zwischen den Mündungen von Weser und Elbe) und in Trans- bzw. Nordalbingien (nördlich der Niederelbe) hatten sich die Sachsen am längsten gegen Karl den Großen gewehrt. Viele der wiederholt aufständischen nordelbischen Adligen wurden so 795 und insbesondere 804 ins Innere des Fränkischen Reichs deportiert und ihre Güter zunächst slawischen Abodriten als Puffer zwischen dem fränkischen und dem dänischen Reich überlassen. Nachdem die Dänen sich die Abodriten 808 tributpflichtig gemacht hatten, stießen die Franken wieder selbst über die Elbe vor, beanspruchten die dortigen sächsischen Gebiete und begannen nach den fränkischen Reichsannalen am 15. März 809 mit der Errichtung der Burg Esesfeld. Da der dänische König Gudfred im Jahr 810 infolge interner Machtkämpfe ermordet wurde, schloss sein Nachfolger Hemming 811 an der Eider (beim heutigen Rendsburg) mit dem fränkischen Reich einen Frieden, der den Fluss als Grenze festschrieb. 
Allerdings wird in den fränkischen Reichsannalen zum Jahr 828 berichtet, dass die Dänen in die "Mark" eindrangen und die Eider überquerten, was in dieser Formulierung die Möglichkeit beinhaltet, dass inzwischen (?) eine karolingische Mark nördlich der Eider lag. Den Hintergrund könnten Kämpfe gebildet haben, die für die Jahre nach Karls Tod 814 bezeugt sind: 817 belagerten Dänen und Abodriten gemeinsam, aber erfolglos die Festung Esesfeld. 822 sind fränkische Grenzgrafen in Nordalbingien bezeugt, deren Einfluss aber vermutlich nicht weit über die Burg Esesfeld hinausging. Die Franken konnten die Burg aber höchstwahrscheinlich nicht halten, so dass 822 die Delbende und um 825 dann die Hammaburg an der Elbe errichtet wurden. Da nun augenscheinlich selbst die sächsischen Gebiete zwischen Elbe und Eider nicht fest unter karolingischer Kontrolle waren, ist unwahrscheinlich, dass sich der kaiserliche Einfluss fortan nördlich der Eider erstreckte und es dort eine Mark gab.

## Ottonen
Dem ersten ottonischen König des Ostfrankenreichs, Heinrich I., gelang 934 – nach anderen Quellen 931 oder 936 – ein bedeutender Sieg über die Dänen. Adam von Bremen berichtet in diesem Zusammenhang erstmals von der Einsetzung eines Markgrafen in dem wichtigen Handelsort Haithabu an der Schlei und einer Ansiedelung von Sachsen (I c. 59). In der Regel wird daher angenommen, dass Heinrich I. das Gebiet zwischen Eider und Schlei seinem Reich als Mark hinzufügte. Sein Sohn Otto I. gründete dann 948 das Bistum Schleswig. 974 töteten aufständische Dänen den Markgrafen, wurden aber nach einer Weile durch Herzog Bernhard I. und Graf Heinrich I. von Harsefeld/Stade zurückgedrängt. Im Zusammenhang mit den Slawenaufständen gelang es den Dänen 983, die Südgrenze ihres Reichs zeitweilig wieder an die Eider zu verschieben. Zunächst blieb das Grenzgebiet danach aber weiterhin umkämpft. 
1025 wurde König Knuts Tochter Gunhild dem Sohn Kaiser Konrads II., dem zukünftigen Kaiser Heinrich III., versprochen. Im Gegenzug erhielt Knut der Große vom Kaiser die Anerkennung als Herrscher über Südjütland bis zur Eider (die Hochzeit selbst fand erst 1036 statt). Damit war das Ende der Mark Schleswig gekommen.
Das später eingerichtete dänische Gesamtverwaltungsgebiet Fræzlæt war in seiner Ausdehnung annähernd mit dem der Dänischen Mark identisch.

### Quelle
- Einhard: Vita Caroli Magni / Das Leben Karls des Großen. Reclam, Stuttgart 1997.

### Moderne Literatur
- Josef Fleckenstein: Karl der Große. Göttingen 1967.
- Dieter Hägermann: Karl der Große. Rowohlt, Reinbek bei Hamburg 2003, ISBN 3-499-50653-X
- Thomas Riis: Vom Land „synnan aa“ bis zum Herzogtum Schleswig. In: Klaus Düwel, Edith Marold, Christine Zimmermann: Von Thorsberg nach Schleswig. Sprache und Schriftlichkeit eines Grenzgebietes im Wandel eines Jahrtausends. Berlin / New York 2001, S. 53–60
- Thomas Klapheck: Der heilige Ansgar und die karolingische Nordmission. Diss. phil. Oldenburg, Verlag Hahnsche Buchhandlung Hannover 2008, Kapitel 2.4.3 Die Entwicklung Transalbingiens bis zur Zeit Ansgars, S. 88–95